# Lys-Saint-Georges
Lys-Saint-Georges település Franciaországban, Indre megyében. Lakosainak száma 200 fő (2022. január 1.). Lys-Saint-Georges Buxières-d’Aillac, Jeu-les-Bois, Mers-sur-Indre, Neuvy-Saint-Sépulchre és Tranzault községekkel határos.

## Népesség
A település népességének változása:
| Lakosok száma | 180  | 171  | 180  | 220  | 270  | 239  | 221  | 214  | 210  | 200  |
|               | 1968 | 1982 | 1990 | 2006 | 2013 | 2015 | 2017 | 2019 | 2020 | 2022 |